# Herb gminy Szelków
Herb gminy Szelków – jeden z symboli gminy Szelków, autorstwa Kamila Wójcikowskiego i Roberta Fidury, ustanowiony 8 maja 2013.

## Wygląd i symbolika
Herb przedstawia na tarczy w polu czerwonym z prawej św. Juda Tadeusz w długiej szacie srebrnej i z nimbem złotym, trzymający w prawicy dwie pałki, w lewicy księgę oprawioną złoto, pośrodku św. Hieronim, w krótkiej szacie srebrnej i z nimbem złotym, trzymający lewicę na piersi i prawicę wyciągniętą w dół, do lwa śpiącego, złotego, leżącego u jego stóp; z lewej św. Szymon Apostoł w długiej szacie srebrnej i z nimbem złotym, trzymający w prawicy księgę oprawioną na złoto, w lewicy piłę. Całość na tarczy typu hiszpańskiego.
Trzej święci nawiązują do pierwotnego wezwania miejscowego kościoła parafialnego. Obecnie pod wezwaniem ś.ś. Szymona i Judy Tadeusza, pierwotnie erygowany (1402) pod potrójnym wyzwaniem - ś.ś. Szymona i Judy Tadeusza i Hieronima Wyznawcy. Skrajni święci trzymają atrybuty będące narzędziami ich męczeństwa (pałki, piła) oraz księgi Ewangelii. Św. Hieronim przedstawiony jest w szacie pustelnika, z lwem u stóp, w nawiązaniu do legendy o lwie, któremu święty usunął cierń z łapy i którego następnie oswoił.